# 张雨霏
张雨霏（1998年4月19日—），江苏省徐州市人，中华人民共和国女子游泳运动员，主攻自由泳和蝶泳，被誉为“亚洲蝶后”，畢業於南京體育學院運動系運動訓練專業，現為東南大學體育系碩士研究生，兼任南京体育学院游泳学院副院长。

## 生平
张雨霏部分受到其母亲的鼓励与影响，她3岁时开始学习游泳，在她刚学游泳时，她的母亲担任她的教练。两年后，她开始在江苏游泳队接受专业训练，并在后来打破了她所在年龄级别的多项纪录。14岁时，她参加了2012年游泳世界杯北京站的比赛，在200米蝶泳项目上，她爆冷击败了2008年北京奥运会的冠军刘子歌。
张雨霏在国际赛场上的第一次亮相是在南京举办的2014年青年奥运会上，在比赛期间她共获得3金2银共5枚奖牌。首先她在女子4×100米混合泳接力决赛上携手队友以4分3秒58的破世界青少年纪录的成绩夺得金牌。在同一天晚上，她在200米蝶泳上游出2分8秒22，这一成绩比金牌选手匈牙利的西拉吉·利利安娜慢了近2秒。在女子4×100米自由泳接力中，张雨霏又联同队友以3分41秒19获得金牌。在8月22日的100米蝶泳决赛上，她又以57秒95的成绩再次不敌西拉吉·利利安娜获得银牌。尽管失去了夺取个人项目金牌的机会，她后来又和队友李广源、贺赟和余贺新参加混合4×100米混合泳接力的决赛，并以3分49秒33的成绩再次夺得一枚金牌。
一个月后，在韩国仁川举办的亚运会上，她又和队友在女子4×100米自由泳接力决赛中游出3分37秒25，获得金牌。同年12月，她又在卡塔尔多哈举行的世界短池游泳锦标赛上获得400米自由泳铜牌。
2015年8月，在俄罗斯喀山举办的世界游泳锦标赛第5天的比赛当中，张雨霏在四十分钟内获得了两枚铜牌。首先，她在200米蝶泳上游出了2分6秒51，打破了世界青少年纪录并获得了一枚铜牌。四十分钟之后，她又与队友邱钰涵、郭君君和沈铎在女子4×200米自由泳接力上以7分49秒10的成绩为中国队再夺得一枚铜牌。
2016年8月，张雨霏前往巴西里约热内卢参加第31届夏季奥运，她在唯一参加的项目女子200米蝶泳上以2分7秒40的成绩排名第6。同年12月，她第二次参加短池游泳世锦赛，获得女子200米蝶泳的铜牌。
2017年，张雨霏在匈牙利布达佩斯举行的世界游泳锦标赛期间联同队友徐嘉余、闫子贝和朱梦惠在混合4×100米混合泳接力项目上获得铜牌。2018年8月，她在印尼雅加达亚洲运动会上收获两枚金牌和一枚银牌，两枚金牌来自女子200米蝶泳和混合4×100米混合泳接力，银牌则来自于100米蝶泳。同年12月，她联同队友在杭州举办的短池游泳世锦赛上摘得女子4×100混合泳接力银牌，这是她个人的首枚短池世锦赛接力奖牌。
2020年9月29日，在2020年全国游泳冠军赛暨东京奥运达标赛上，张雨霏以55秒62的成绩打破女子100米蝶泳亚洲纪录。10月1日，张雨霏联同徐嘉余、闫子贝和杨浚瑄代表苏鄂浙鲁联队以3分38秒41的成绩，打破美国队2017年创造的混合4×100米混合泳世界纪录。
2021年7月，她随中国游泳队参加2020东京奥运会。7月26日，在东京奥运会女子100米蝶泳决赛中，张雨霏夺得女子100米蝶泳银牌。7月29日，以2分03秒86的成绩、获得女子200米蝶泳金牌并刷新奥运会纪录。稍后她又联同队友杨浚瑄、汤慕涵、李冰洁出战女子4×200米自由泳接力，结果以7分40秒33的破世界纪录成绩夺得该项目冠军。7月31日，和队友徐嘉余、闫子贝、杨浚瑄出赛混合4×100米混合泳接力获得银牌。
2022年5月3日被授予中国青年五四奖章。
2023年7月24日，张雨霏在2023年福冈世界游泳锦标赛上夺得女子100米蝶泳金牌。
2023年9月在杭州亚运会游泳比赛上，张雨霏以六枚金牌的成绩收官。期间她出现咽痛、发热等症状，在9月28日仍带病坚持参加女子50米自由泳比赛，最终以24秒26的成绩获得冠军并创造新的亚运会纪录。29日，张雨霏获得女子50米蝶泳冠军，日本选手池江璃花子获得季军。在颁奖台上，张雨霏和池江璃花子哭泣着拥抱的场面被媒体报道，也达成了张雨霏与池江在2020东京奥运会上所提出的重逢约定。10月7日，张雨霏与覃海洋被评选为杭州亚运会“最有价值运动员”（MVP）。
早在2024年夏季奥林匹克运动会前，美國《紐約時報》及德國電視一台就不斷報導、播放2020年夏季奥林匹克运动会開幕前7個月，中國23名游泳選手包括張雨霏驗出對同一種強效違禁物質呈陽性反應。但中方證明相關運動員在完全不知情情況下因飲食攝入受污染食物所致，世界反兴奋剂组织認可中方的調查結果。相關泳手最終能出戰奧運並贏得6面獎牌，亦未有人因此被褫奪獎牌。8月1日巴黎奥运会女子200米蝶泳赛后的记者会上，張雨霏表示中国国家队一直配合兴奋剂检测。她说：“ 我不认为兴奋剂事件会对我们造成甚么严重的影响，因为本身我们都是清白的。整个来龙去脉，世界泳联，以及各方面都帮我们梳理得很清楚、澄清到网上。至于一些人还是不相信的话，我们也没有办法再去做甚么无所谓的辩驳，因为清者自清。”。
2024年巴黎奥运会期间，张雨霏共获得1枚银牌、5枚铜牌。张雨霏累计获得10枚奥运奖牌，超越孙杨的6枚，成为奥运奖牌最多的中国游泳运动员。
2025年3月，媒体披露，张雨霏已担任南京体育学院游泳学院副院长。

## 游泳紀錄
| No.            | 種類     | 項目                                                                | 時間                                | 比賽日期       |          |          |          |          |          |          |          |
| 全國紀錄       | 全國紀錄 | 全國紀錄                                                            | 全國紀錄                            | 全國紀錄       | 全國紀錄 | 全國紀錄 | 全國紀錄 | 全國紀錄 | 全國紀錄 | 全國紀錄 | 全國紀錄 |
| -------------- | -------- | ------------------------------------------------------------------- | ----------------------------------- | -------------- | -------- | -------- | -------- | -------- | -------- | -------- | -------- |
| 1              | 短池     | 50公尺自由式                                                        | 23.76（4×50公尺自由式接力預賽創下） | 2022年12月15日 |          |          |          |          |          |          |          |
| 2              | 短池     | 50公尺蝶式                                                          | 24.71（平亞洲紀錄）                 | 2022年12月14日 |          |          |          |          |          |          |          |
| 3              | 短池     | 4×50公尺自由式接力 （中國隊－程玉洁、张雨霏、朱梦惠、吴卿风）       | 1:35.00（亞洲紀錄）                 | 2021年12月21日 |          |          |          |          |          |          |          |
| 4              | 短池     | 4×100公尺混合式接力 （中國隊－彭旭玮、唐钱婷、张雨霏、程玉洁）      | 3:47.41（亞洲紀錄）                 | 2021年12月21日 |          |          |          |          |          |          |          |
| 5              | 短池     | 混合4×50公尺混合式接力 （中國隊－王谷开来、闫子贝、张雨霏、吴卿风） | 1:37.31（亞洲紀錄）                 | 2022年12月14日 |          |          |          |          |          |          |          |
| 6              | 長池     | 50公尺蝶式                                                          | 25.05（亞洲紀錄）                   | 2023年7月29日  |          |          |          |          |          |          |          |
| 7              | 長池     | 100公尺蝶式                                                         | 55.62（亞洲紀錄）                   | 2020年9月29日  |          |          |          |          |          |          |          |
| 8              | 長池     | 4×100公尺自由泳接力 （中國隊－楊浚瑄、程玉洁、張雨霏、吴卿风）      | 3:30.30（亞洲紀錄）                 | 2024年7月27日  |          |          |          |          |          |          |          |
| 9              | 長池     | 4×200公尺自由泳接力 （中國隊－杨浚瑄、汤慕涵、張雨霏、李冰潔）      | 7:40.33（亞洲紀錄、舊世界紀錄）     | 2021年7月29日  |          |          |          |          |          |          |          |
| 10             | 長池     | 混合4×100公尺混合式接力 （中國隊－徐嘉余、覃海洋、張雨霏、楊浚瑄）  | 3:37.55（亞洲紀錄）                 | 2024年8月3日   |          |          |          |          |          |          |          |
| 曾保持全國紀錄 |          |                                                                     |                                     |                |          |          |          |          |          |          |          |
| 1              | 長池     | 100公尺自由式                                                       | 52.90                               | 2020年9月27日  |          |          |          |          |          |          |          |
| 2              | 長池     | 混合4×100公尺自由式接力 （中國隊－陳俊兒、林涛、李冰潔、張雨霏）    | 3:25.38                             | 2023年8月5日   |          |          |          |          |          |          |          |